# Snavlunda
Snavlunda är en småort i Askersunds kommun och kyrkby i Snavlunda socken belägen ungefär halvvägs mellan Askersund och Vretstorp.
I Snavlunda ligger Snavlunda kyrka och en skola vars nuvarande byggnad invigdes 2011.